# Tracey Emin
Dame Tracey Karima Emin (Croydon, 3 luglio 1963) è un'artista britannica nota per le sue opere d'arte contemporanea autobiografiche e confessionali.
Emin lavora con diverse tecniche tra cui il disegno, la pittura, la scultura, la videoarte, l'installazione e la fotografia.

## Biografia
Tracey Emin è nata a Croydon, borgo meridionale di Londra, da madre inglese di discendenza romanichal e da padre turco cipriota, ed è cresciuta a Margate, nel Kent, con il gemello Paul.
Il suo lavoro artistico è stato analizzato nel contesto degli abusi subiti nell'infanzia e nella prima adolescenza, nonché delle aggressioni sessuali. Emin è stata violentata all'età di 13 anni, quando viveva a Margate, riferendosi alle aggressioni avvenute nella zona come «quello che è successo a molte ragazze».
Emin in un articolo pubblicato dall'Evening Standard ha scritto che «non ricordava di essere stata vergine», riferendo di numerose volte in cui era stata violentata da giovane adolescente.
Ha studiato moda al Medway College of Design (1980-1982), dove ha incontrato Billy Childish e si è associata ai Medway Poets.
Dal 1983 al 1986 ha studiato incisione al Maidstone Art College, dove si è laureata con il massimo dei voti.
Nel periodo del Maidstone College of Art ha conosciuto Roberto Navickas, un nome che in seguito sarebbe apparso nella "Tenda" Everyone I Have Ever Slept With 1963–1995, ma aveva erroneamente scritto Navikas senza la "c".
Nel 1987 Emin si è trasferita a Londra per studiare al Royal College of Art, dove nel 1989 ha conseguito un master's degree in pittura.
Dopo il master ha avuto due aborti traumatici e decideva di distruggere tutto il suo lavoro e di abbandonare l'arte.
In seguito avrebbe definito quel periodo come «suicidio emotivo».
Uno dei dipinti che sono stati salvati dalla distruzione è Friendship, che si trova nella collezione del Royal College of Art, mentre una serie di fotografie dei suoi primi lavori sono state esposte come parte di My Major Retrospective 1963-1993.
Edvard Munch ed Egon Schiele sono i maestri a cui si ispirava Tracey Emin.
Per un breve periodo ha anche studiato filosofia a Birkbeck, Università di Londra.
Nel 1993, con la collega Sarah Lucas, ha inaugurato lo spazio The Shop a Bethnal Green, dove vendevano le loro opere, comprese magliette e posacenere con l'immagine di Damien Hirst fissata sul fondo.
Conclusa l'esperienza di The Shop, nel novembre 1993 ha tenuto la sua prima mostra personale alla White Cube, una galleria d'arte contemporanea a Londra, intitolata My Major Retrospective, che era autobiografica, composta da fotografie personali, foto dei suoi primi dipinti (distrutti), nonché oggetti che la maggior parte degli artisti non avrebbe mostrato in pubblico (come il pacchetto di sigarette che suo zio aveva in mano quando morì in un incidente stradale).
Nel 1994 ha compiuto un viaggio con Carl Freedman negli Stati Uniti, da San Francisco a New York; nelle soste lungo il percorso dava letture dal suo libro autobiografico Exploration of the Soul per finanziare il viaggio.
Nel 1995 Freedman ha curato la mostra Minky Manky presso la South London Gallery con le opere di Sarah Lucas, Tracey Emin, Gary Hume, Damien Hirst, Mat Collishaw, Critical Décor, Stephen Pippin, Gilbert & George, parte degli Young British Artists.
Nei ricordi di Tracey Emin: «A quel tempo Sarah [Lucas] era abbastanza famosa ma io non lo ero per niente. Carl [Freeman] mi ha detto che avrei dovuto fare un'opera grande perché pensava che le cose su piccola scala che stavo facendo in quel momento non avrebbero resistito. Ero furiosa. Far funzionare quell'opera era il mio modo per vendicarmi di lui».

Il risultato della sua vendetta è stata la "tenda" Everyone I Have Ever Slept With 1963–1995, esposta per la prima volta. Era una tenda blu, su cui erano applicati i nomi di tutte le persone con cui aveva dormito. Questi includevano partner sessuali, oltre a parenti con cui aveva dormito da bambina, il suo gemello e i suoi due figli abortiti.

Il ricamo che è parte integrante di questo lavoro è stato utilizzato da Emin in molte altre sue opere. Questa installazione è stata successivamente acquistata da Charles Saatchi e inclusa nella fortunata mostra Sensation del 1997 alla Royal Academy of Arts e poi in tournée a Berlino e New York. Anch'essa è andata distrutta nell'incendio nel magazzino Saatchi a Leyton, Londra est, nel 2004.
Nel 1999 Emin ha presentato la sua prima esposizione personale negli Stati Uniti, Every Part of Me's Bleeding, presso la galleria Lehmann Maupin di New York.
Qualche mese dopo è stata selezionata per il Turner Prize grazie all'installazione ready-made  My Bed , presentata alla Tate di Londra, composta dal suo letto disfatto, circondato da vari oggetti sparsi che rappresentano la fase di vita che l'artista stava attraversando nel 1998; il letto era il posto in cui aveva trascorso diverse settimane a bere, fumare, mangiare, dormire e avere rapporti sessuali in seguito alla fine di una relazione sentimentale. L'opera mostra preservativi usati, biancheria sporca e macchiata di sangue, bottiglie di vodka vuote, una confezione di pillole anticoncezionali, mozziconi di sigaretta e vecchie polaroid.
Nel luglio 1999 ha presentato una serie di disegni monotipo ispirati alla vita pubblica e privata della principessa Diana per una mostra collettiva intitolata Temple of Diana tenutasi alla Blue Gallery di Londra.
Opere come They Wanted You To Be Destroyed si riferivano alla bulimia della principessa Diana, mentre altri monotipo includevano testi affettuosi come Love Was on Your Side e una descrizione dell'abito della principessa Diana con maniche a sbuffo. Altri disegni evidenzavano «le cose che hai fatto per aiutare altre persone» scritto accanto a un disegno della principessa del Galles che cammina in indumenti di protezione in un campo minato in Angola. Un altro lavoro era un delicato schizzo di una rosa disegnata accanto alla frase «Ha perfettamente senso sapere che ti hanno ucciso» in riferimento alle teorie del complotto che circondavano la morte della principessa. La stessa Emin ha parlato dei disegni, dicendo che «potrebbero essere considerati disegni piuttosto frammentari, freschi, dall'aspetto ingenuo» e «È piuttosto difficile per me fare disegni che non riguardino me e qualcun altro. Ma ho avuto molte idee. Sono piuttosto sentimentali, credo, e non c'è assolutamente nulla di cinico in questo».

### Modern Art Oxford (2002-03)
Dal novembre 2002 al gennaio 2003 la mostra personale di Tracey Emin This Is Another Place si è tenuta al Modern Art Oxford in occasione della riapertura del Museum of Modern Art, Oxford e la sua ridenominazione in Modern Art Oxford.
La mostra è stata la prima di Emin in Gran Bretagna dal 1997 ed era formata da disegni, incisioni, film, opere in neon come Fuck off and die, you slag e sculture, tra cui un molo di legno di grandi dimensioni intitolato Knowing My Enemy, sul quale si trova una baracca di legno realizzata con legno di recupero.
Emin ha spiegato di aver deciso di esporre a Oxford poiché il direttore Andrew Nairne è sempre stato «un grande sostenitore del mio lavoro».
Il catalogo della mostra comprendeva 50 illustrazioni, «una raccolta di immagini e scritti che riflettono la sua vita, le sue esperienze sessuali, i suoi desideri e paure».

### L'incendio alla Momart (2004)
Il 24 maggio 2004 un incendio in un magazzino della Momart a Londra est ha distrutto molte opere della collezione Saatchi, tra cui la famosa "tenda" di Emin, Everyone I Have Ever Slept With 1963–1995 (1995) e la "capanna" The Last Thing I Said To You Is Don't Leave Me Here (1999), la capanna da spiaggia in legno blu che Emin aveva comprato a Whitstable, nel Kent, con la collega Sarah Lucas e condiviso con il suo ragazzo dell'epoca, il gallerista Carl Freedman.
Emin si è espressa con rabbia contro quella che percepiva come una mancanza di empatia da parte del pubblico, e persino di divertimento, per la perdita delle opere d'arte nell'incendio e ha commentato: «Sono anche arrabbiata per quelle persone il cui matrimonio è stato bombardato la settimana scorsa [in Iraq] e per le persone che sono state tirate fuori da 400 piedi di fango nella Repubblica Dominicana».

### Biennale di Venezia (2007)
Nell'agosto 2006 il British Council ha annunciato di aver scelto Tracey Emin per allestire una mostra di opere nuove e passate per il padiglione britannico alla 
52ª Biennale Arte di Venezia nel 2007. Emin è stata la seconda donna a presentare una mostra personale per il Regno Unito alla Biennale di Venezia, dopo Rachel Whiteread nel 1997. Andrea Rose, commissaria per il Padiglione britannico, ha affermato che la mostra avrebbe consentito al lavoro di Emin di essere visto «in un contesto internazionale e a distanza dalla generazione YBA [Young British Artists] con la quale è venuta alla ribalta».
Per la mostra Emin ha scelto il titolo Borrowed Light e ha preparato nuove opere appositamente per il Padiglione britannico, utilizzando un'ampia varietà di media: ricamo, fotografia, video, disegno, pittura, scultura e neon.
Un volantino promozionale del British Council includeva l'immagine di un monotipo inedito intitolato Fat Minge (1994) che era presente nella mostra.
Nel novembre 2006, nel corso di un'intervista rilasciata a Kirsty Wark della BBC, Emin ha mostrato alcune opere in preparazione, che comprendevano tele di grandi dimensioni con dipinti delle gambe e della vagina dell'artista. A partire dalla serie di acquerelli acrilici Purple Virgin (2004) con le loro forti pennellate viola raffiguranti le gambe nude aperte di Emin, per arrivare ai dipinti del 2005-6 come Asleep Alone With Legs Open (2005), la serie Reincarnation (2005) e Masturbating (2006). Questi lavori hanno rappresentato un nuovo significativo sviluppo nella sua produzione artistica.
Tracey Emin ha dichiarato: «La possibilità di esporre alla Biennale di Venezia è un grande onore e mi ha aiutato a ridefinire ciò che significa veramente per me il mio lavoro. Borrowed Light è finora il mio lavoro più femminile, molto sensuale ma allo stesso tempo graficamente nitido. È allo stesso tempo carino e duro. Per me, come artista, ciò che è importante è coprire tutto, dall'emotivo al letterale, e talvolta questo significa che riesco a superare un periodo molto difficile».

«La mostra ha una delicatezza e una leggerezza di tocco che smentiscono la capacità di Emin di arrivare appena al di sotto del livello del gusto. Come tutta la migliore arte, sembra spontanea, eppure Emin è un'amante nel disegnare forme ed espressioni normalmente pensate oltre il limite – il carino, il sentimentale – in modo da poter pungere la pretesa e colmare più strettamente il divario tra i suoi sentimenti e i nostri.», ha affermato Andrea Rose, Commissaria per il Padiglione britannico e Direttrice delle arti visive del British Council.

### Accademica Reale
Il 29 marzo 2007 Tracey Emin è stata nominata Accademica Reale dalla Royal Academy of Arts. Diventando membro della Royal Academy, Emin è entrata a far parte di a un gruppo d'élite di artisti che comprende David Hockney, Peter Blake, Anthony Caro e Alison Wilding. Il suo status di accademica dà diritto a Emin di esporre sino a sei opere nell'annuale mostra estiva.
In precedenza Emin era stata invitata a presentare i suoi lavori alle mostre estive del 2001, 2004, 2005 e 2006. Nella mostra estiva del 2004 Emin era stata scelta dal collega David Hockney per presentare due monotipi, uno intitolato And I'd Love To Be The One (1997) e un altro sull'argomento dell'aborto di Emin intitolato Ripped Up (1995), poiché il tema di quell'anno celebrava l'arte del disegno come parte del processo creativo, mentre nel 2007 Emin ha presentato un'opera al neon intitolata Angel (2005).
Le sue opere sono state presentate per la prima volta alla Royal Academy come parte della mostra Sensation nel 1997.
Emin è stata invitata a curare una galleria alla mostra estiva del 2008.
Nel giugno 2008 è stata intervistata in pubblico dal critico d'arte e giornalista televisivo Matthew Collings, riflettendo sul suo ruolo all'interno della Royal Academy, sul rapporto dell'Accademia con il mondo dell'arte contemporanea e sulla sua prospettiva, come artista, sull'allestimento e sulla curatela di una galleria nella Mostra estiva.
Alla mostra estiva 2009 della Royal Academy ha presentato la sua famosa stampa Space Monkey - We Have Lift Off.

### RetrospettivaTwenty Years(2008)
La prima grande retrospettiva dei lavori di Emin si è tenuta alla Scottish National Gallery of Modern Art di Edimburgo tra agosto e novembre 2008 attirando oltre 40.000 visitatori, battendo il record della galleria scozzese per una mostra dedicata a un artista vivente.
La mostra comprendeva l'intera gamma artistica di Emin, dai primi lavori visti raramente all'iconico My Bed (1998) all'installazione Exorcism of the Last Painting I Ever Made (1996), grande quanto una stanza. La mostra ha esposto le sue coperte applicate, dipinti, sculture, film, neon, disegni e monotipi.
Dopo Edimburgo la mostra che è stata trasferita al Centro d'arte contemporanea di Malaga, in Spagna, e al Kunstmuseum Bern, in Svizzera.
Il 5 novembre 2008 è stato comunicato che Emin ha donato un'importante scultura alla Scottish National Gallery of Modern Art come "ringraziamento" sia alla galleria che alla città di Edimburgo: l'opera, intitolata Roman Standard (2005), è costituita da un palo di bronzo alto 4 metri, sormontato da un uccellino in bronzo, e ha un valore stimato di almeno 75 000 sterline.

### Retrospettive del 2011

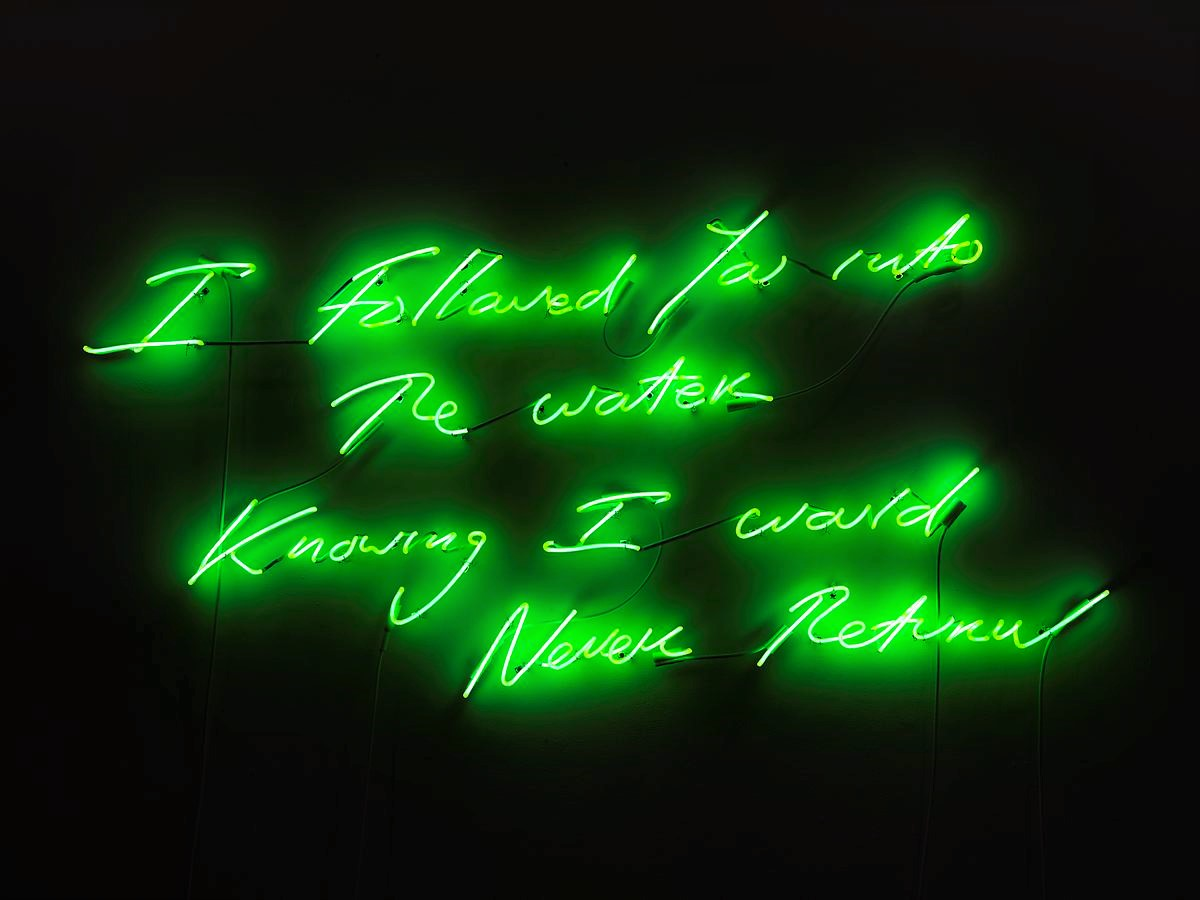
I Followed You into The water Knowing I would Never Return (2011)

Nel maggio-agosto 2011 un'ampia mostra antologica alla Hayward Gallery di Londra (Love is What You Want), rivelava importanti aspetti dell'artista e del suo lavoro che sono spesso trascurati. La mostra comprendeva pittura, disegno, fotografia, tessuti, video e scultura, con i primi lavori raramente visti prima insieme a installazioni più recenti. Emin ha realizzato una nuova serie di sculture all'aperto appositamente per questa mostra personale.
Il 6 ottobre 2011 Emin ha aperto una mostra site-specific in un palazzo georgiano di Fitzroy Square. Il titolo The Vanishing Lake è tratto dal suo romanzo che è servito da catalizzatore per una serie di opere, create per un palazzo neoclassico progettato da Robert Adam nel 1794. La mostra presentava anche una serie di testi ricamati e arazzi tessuti a mano che continuavano l'interesse di Emin per tradizioni domestiche e artigianali. La stessa Emin ha detto: «L'ho chiamato così perché vedevo una parte di me che si stava seccando e non c'era più e volevo mettere in discussione l'intera idea di amore e passione, se l'amore esiste non più... Perché? Perché ho quasi 50 anni, sono single, perché non ho figli».
Nel dicembre 2011 è stata nominata professoressa di Disegno alla Royal Academy di Londra; insieme a Fiona Rae, nominata professoressa di Pittura, è una delle prime due donne a tenere una cattedra da quando l'accademia è stata fondata nel 1768.

### Giochi Olimpici e Paralimpici di Londra 2012
Nel 2012 Tracey Emin è stata mentore dell'artista britannico Pascal Anson per il progetto The Dove (La Colomba) per la British Airways.
In occasione dei Giochi Olimpici e Paralimpici di Londra 2012 è stata uno dei 12 artisti britannici selezionati, presentando un poster e una litografia in 300 copie numerate e firmate, nei quali due uccellini, delicatamente appoggiati sui rami, sembrano baciarsi, mentre tre agitos volteggiano come foglie che cadono dall'albero; sopra di loro il motto You inspire me with your determination And I love you (Mi ispiri con la tua determinazione e ti amo).
Il 19 luglio 2012 Emin ha portato la torcia olimpica per le strade della sua Margate.

### The Last Great Adventure is Youalla White Cube (2014)
Nel 2014, dopo cinque anni, è tornata alla galleria White Cube di Londra con la mostra The Last Great Adventure is You, composta da sculture in bronzo, gouache, dipinti, grandi ricami e neon.
La mostra raccontava la natura contemplativa del lavoro di un'artista che ha costantemente esaminato la sua vita con candore critico.

### Stazione di Londra St Pancras (2018)
Nel 2018 ha realizzato l'opera in LED rosa lunga 20 metri I Want My Time With You, appesa sotto il grande orologio centrale della stazione di Londra St Pancras, in occasione del 150º anniversario dell'inaugurazione della stazione e del 250º anniversario dell'apertura della Royal Academy.
In un'intervista al Guardian, Emin ha affermato che l'opera era un messaggio al resto d'Europa prima che la Brexit fosse definitiva: i passeggeri che arrivano dall'Europa continentale vengono accolti dalla frase «voglio passare del tempo con te».

### Mostra congiunta con Edvard Munch (2020)
Nel dicembre 2020 Tracey Emin ha tenuto una mostra comprensiva di opere di Edvard Munch, intitolata The Loneliness of the Soul, presso la Royal Academy of Arts. Emin ha selezionato 19 lavori di Munch da esporre insieme a 25 suoi lavori.
Contemporaneamente ha tenuto una mostra alla galleria White Cube di Londra che includeva un cortometraggio Super 8 del 1998 intitolato Homage to Edvard Munch and All My Dead Children.
La mostra è stata riproposta al Museo Munch di Oslo, riaperto per l'occasione, nella quale l'artista britannica presentava alcuni suoi lavori, compreso l'iconico My Bed del 1998.

### Sex and Solitude (2025)
Dal 16 marzo al 20 luglio 2025 Palazzo Strozzi di Firenze ha ospitato la mostra Tracey Emin. Sex and Solitude, la più grande mai organizzata in Italia, che era ha presentato oltre 60 opere di un'artista che esperimenta tecniche e materiali diversi.
Il titolo faceva riferimento a due parole chiave, «sesso» e «solitudine», che caratterizzano il lavoro dell'artista britannica dagli anni novanta, in un viaggio sui temi del corpo, del desiderio, dell'amore e del sacrificio.

## Vita privata
Dopo aver vissuto dal 2008 a Tenter Ground, nel quartiere di Spitalfields, dal 2017 è tornata a vivere a Margate.
Nella primavera del 2020 le è stato diagnosticato un carcinoma della vescica a cellule squamose.
Nell'estate del 2020 si è sottoposta a un'operazione chirurgica per rimuovere la vescica urinaria e diversi organi adiacenti (cistectomia radicale e isterectomia totale), che l'ha lasciata in remissione ma con una stomia.
Nel dicembre del 2023, dopo aver partecipato alla Triennale della National Gallery of Victoria, in Australia, sulla via del ritorno verso il Regno Unito ha avuto complicazioni a causa di un'infezione all'intestino tenue, che ha definito «quasi esploso», ed è stata ricoverata in ospedale a Phuket, in Tailandia.